# Pierres (Calvados)
Pierres és un municipi francès situat al departament de Calvados i a la regió de Normandia. L'any 2007 tenia 197 habitants.

## Demografia

### Població
El 2007 la població de fet de Pierres era de 197 persones. Hi havia 80 famílies de les quals 16 eren unipersonals (16 homes vivint sols), 32 parelles sense fills i 32 parelles amb fills.
La població ha evolucionat segons el següent gràfic:
Habitants censats

### Habitatges
El 2007 hi havia 107 habitatges, 80 eren l'habitatge principal de la família, 19 eren segones residències i 8 estaven desocupats. Tots els 106 habitatges eren cases. Dels 80 habitatges principals, 62 estaven ocupats pels seus propietaris i 18 estaven llogats i ocupats pels llogaters; 1 tenia una cambra, 3 en tenien dues, 13 en tenien tres, 25 en tenien quatre i 38 en tenien cinc o més. 58 habitatges disposaven pel capbaix d'una plaça de pàrquing. A 35 habitatges hi havia un automòbil i a 42 n'hi havia dos o més.

### Piràmide de població
La piràmide de població per edats i sexe el 2009 era:
| Homes | Edats   | Dones |
| ----- | ------- | ----- |
| 0     | 95 o +  | 0     |
| 0     | 90 a 94 | 0     |
| 4     | 85 a 89 | 0     |
| 0     | 80 a 84 | 4     |
| 4     | 75 a 79 | 8     |
| 4     | 70 a 74 | 8     |
| 8     | 65 a 69 | 4     |
| 0     | 60 a 64 | 4     |
| 0     | 55 a 59 | 4     |
| 12    | 50 a 54 | 4     |
| 4     | 45 a 49 | 8     |
| 4     | 40 a 44 | 0     |
| 4     | 35 a 39 | 4     |
| 16    | 30 a 34 | 8     |
| 12    | 25 a 29 | 16    |
| 0     | 20 a 24 | 0     |
| 4     | 15 a 19 | 0     |
| 8     | 10 a 14 | 0     |
| 12    | 5 a 9   | 4     |
| 0     | 0 a 4   | 8     |

## Economia
El 2007 la població en edat de treballar era de 122 persones, 107 eren actives i 15 eren inactives. De les 107 persones actives 101 estaven ocupades (57 homes i 44 dones) i 6 estaven aturades (3 homes i 3 dones). De les 15 persones inactives 7 estaven jubilades, 5 estaven estudiant i 3 estaven classificades com a «altres inactius».

### Ingressos
El 2009 a Pierres hi havia 77 unitats fiscals que integraven 198 persones, la mediana anual d'ingressos fiscals per persona era de 17.598,5 €.

### Activitats econòmiques
Dels 5 establiments que hi havia el 2007, 1 era d'una empresa de fabricació d'altres productes industrials, 1 d'una empresa de construcció, 1 d'una empresa de comerç i reparació d'automòbils, 1 d'una empresa d'informació i comunicació i 1 d'una empresa classificada com a «altres activitats de serveis».
Dels 2 establiments de servei als particulars que hi havia el 2009, 1 era un taller de reparació d'automòbils i de material agrícola i 1 fusteria.
L'any 2000 a Pierres hi havia 13 explotacions agrícoles.

## Poblacions més properes
El següent diagrama mostra les poblacions més properes.